# Eneco Tour 2005
1. Eneco Tour rozpoczął się 3 sierpnia 2005 w Mechelen, a skończył 10 sierpnia w Etten-Leur. Trasa wyścigu przebiegała przez Holandię i Belgię i liczyła 1421 km. W wyścigu wystartowało 184 kolarzy z 23 drużyn. Zwycięzcą okazał się Bobby Julich.
| Etap      | Data        | Miasta                     | Długość | Zwycięzca         |
| --------- | ----------- | -------------------------- | ------- | ----------------- |
| Prolog    | 3 sierpnia  | Mechelen – Mechelen        | 5,7 km  | Rik Verbrugghe    |
| 1.        | 4 sierpnia  | Geel – Mierlo              | 192 km  | Max van Heeswijk  |
| 2.        | 5 sierpnia  | Geldrop – Sittard/Geleen   | 178 km  | Simone Cadamuro   |
| 3.        | 6 sierpnia  | Beek – Landgraaf           | 206 km  | Allan Davis       |
| 4.        | 7 sierpnia  | Landgraaf – Verviers       | 232 km  | Alessandro Ballan |
| 5.        | 8 sierpnia  | Verviers – Hasselt         | 194 km  | Max van Heeswijk  |
| 6.        | 9 sierpnia  | Sint-Truiden – Hoogstraten | 196 km  | Stefan Van Dijk   |
| 7. (JInC) | 10 sierpnia | Etten-Leur – Etten-Leur    | 26,3 km | Bobby Julich      |